# Quercus pachyloma
Quercus pachyloma és una espècie de roure que pertany a la família de les fagàcies i està dins del subgènere Cyclobalanopsis, del gènere Quercus.

## Descripció
Quercus pachyloma és un arbre de fins a 17 metres d'alçada. Les branques són tomentoses de color marró ataronjat, glabrescents. El pecíol d'1,5 a 2 cm. El limbe de la fulla és obovat, oblong-el·líptic o lanceolat, de 7-14 × 2-5 cm, coriàcia, ataronjada, peluda, vellosa quan és jove, glabrescent, la base és cuneada, el marge és apical 1/2 remotament serrada, àpex acuminat a caudat; nervis secundaris 8-11 a cada costat del nervi central; nervis terciaris abaixalment prims, evidents. Les inflorescències femenines d'1,5 a 3 cm són tomentoses densament marrons, amb 2 a 5 cúpules. Les cúpules són semigloboses a campanuloses, (1-) 2-3 × 1,5-3 cm, que tanca aproximadament 1/3-2/3 de les glans, a l'exterior generalment densament vermelloses, tomentoses, a l'interior densament vermelloses tomentoses, la paret d'1,5 mm de gruix aproximadament. Les bràctees de 7 o 8 anells, marge complet o dentat. Les glans són el·lipsoides, oblongues-el·lipsoides o obovoides, de 1,2-1,6 cm de diàmetre, densament tomentoses vermelloses quan són joves, però glabrescents, els seus àpexs són arrodonides, tenen una cicatriu de 5-7 mm de diàmetre, lleugerament convexes i tenen un estil persistent, 2-3 cm de diàmetre. Les flors floreixen al març i fructifiquen entre setembre i octubre.

## Distribució i hàbitat
Quercus pachyloma creix a les províncies xineses de Fujian, Guangdong, Guangxi, Guizhou, Hunan, Jiangxi i Yunnan, i a Taiwan, als boscos muntanyencs humits en vessants i en valls entre els 200 i 1000 m.

## Taxonomia
Quercus pachyloma va ser descrita per Seemen i publicat a Botanische Jahrbücher für Systematik, Pflanzengeschichte und Pflanzengeographie 23(5, Beibl. 57): 54. 1897.
Etimologia
Quercus: nom genèric del llatí que designava igualment al roure i a l'alzina.
pachyloma: epítet